# Fowizm

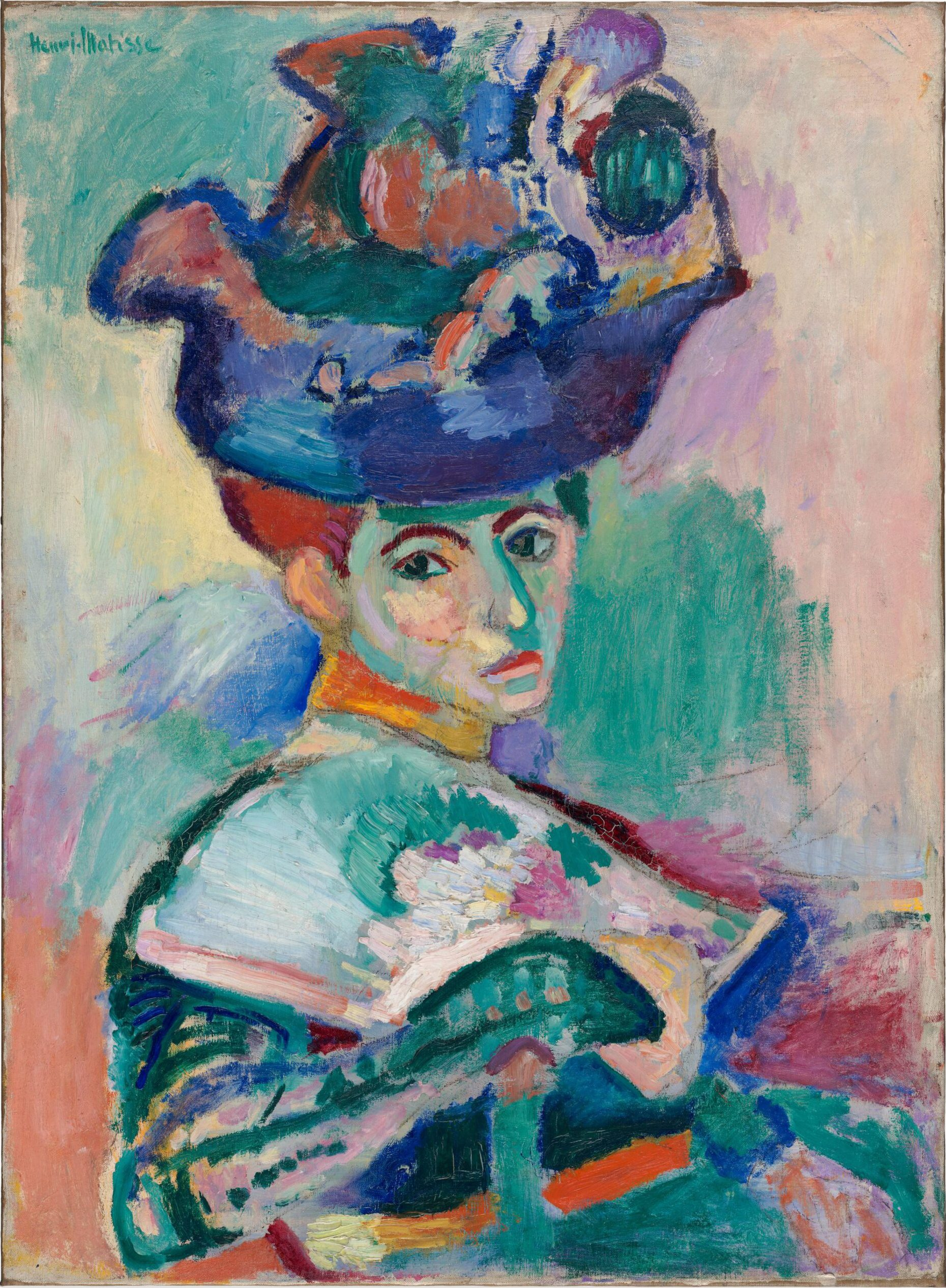
Henri Matisse, Kobieta w kapeluszu, 1905, olej na płótnie, San Francisco Museum of Modern Art

Fowizm (fr. Les Fauves – dzikie zwierzęta, drapieżniki) – kierunek w malarstwie francuskim początku XX wieku, charakteryzujący się bardzo żywą i oderwaną od rzeczywistości kolorystyką dzieł.

## Charakterystyka
Fowizm jako kierunek istniał bardzo krótko (1905–1907); rozwijał się w okresie modernizmu, będąc niejako odłamem ekspresjonizmu. Fowiści nie stworzyli ugrupowania związanego manifestem i programem. Ich wspólna działalność wynikła z przypadkowego spotkania malarzy o analogicznych poglądach i dążeniach twórczych – chcieli całkowitej swobody artystycznej i zerwania z naśladowaniem natury. Nazwę grupie nadał krytyk sztuki Louis Vauxcelles podczas ich pierwszej wspólnej wystawy w Salonie Jesiennym w 1905. Widząc renesansową rzeźbę Donatella stojącą w otoczeniu krzykliwych obrazów zawołał: „Donatello au milieu des fauves!” („Donatello wśród dzikich zwierząt”).
Fowiści w różnym stopniu byli pod wpływem Cézanne’a, van Gogha, Gauguina i neoimpresjonistów. Ich preferowanym tematem był pejzaż, a najistotniejszymi cechami ich malarstwa było stosowanie czystych, płaskich i pełnych światła plam koloru, śmiała deformacja rysunku oraz rezygnacja ze światłocienia i plastycznego modelunku.
Takie syntetyczne uproszczenie form i płaskie zestawienia żywych, kontrastujących barw, często pozbawionych związku z rzeczywistością, już w 1899 pojawiły się w twórczości Henriego Matisse’a, który później był czołową postacią grupy.
Maurice de Vlaminck i André Derain stosowali mniej kontrastujące zestawienia barwne (Paysage aux Arbres Rouges de Vlamincka z 1906, Baigneuses Deraina z tegoż roku). Raoul Dufy podkreślał ostre barwy ciężkim, czarnym konturem (La Plage de Ste-Adresse z 1904). W portretach Keesa van Dongena dominowała intensywna czerwień (Femme fatale z 1905). Z fowistami przez pewien czas związani byli także Georges Rouault i Georges Braque.
Fowizm wywarł silny wpływ na niemiecki ekspresjonizm (Die Brücke, Der Blaue Reiter) i na szkockich kolorystów.

## Fowiści
(główni przedstawiciele)
- André Derain (1880–1954)
- Kees van Dongen (1877–1968)
- Albert Marquet (1875–1947)
- Henri Matisse (1869–1954)
- Georges Rouault (1871–1958)
- Maurice de Vlaminck (1876–1958)
- Raoul Dufy (1877–1953)

## Najważniejsze dzieła
- Henri Matisse Otwarte okno, 1905
- Henri Matisse Kobieta w kapeluszu, 1905
- Georges Rouault Forains, Cabotins, Pitres, 1905
- André Derain Le Séchage des voiles, 1905